# 陳曉明 (軍事人物)
陳曉明（1960年12月7日—），中華民國陸軍中將（退役），現任欣中天然氣公司總經理，深受民主進步黨政府與國防部長嚴德發重用，曾任退輔會政務副主委、中科院董事會諮詢委員會諮詢委員、國防部常務次長、副參謀總長、國防部政務辦公室主任、陸軍八軍團指揮官、參謀本部訓練參謀次長、陸軍馬防部指揮官、陸軍司令部戰訓處長等職，畢業於陸軍官校正52期（1983年班、民國72年班）、國防大學陸軍學院1994年班（83年班）及國防大學戰爭學院年2003班（92年班），在軍中被視為是前國防部長嚴德發愛將。退伍後在2021年4月1日至2022年3月16日期間獲任命為蘇貞昌內閣國軍退除役官兵輔導委員會政務副主任委員。

## 荣誉

### 中华民国勋章奖章
- 四等宝鼎勋章（2018年8月1日于高雄泰山营区颁授[4]）
- 光华甲种一等奖章（2020年1月20日于台北博爱营区颁授[5]）